# Potyczka żołnierzy polskich i radzieckich w Lesznie

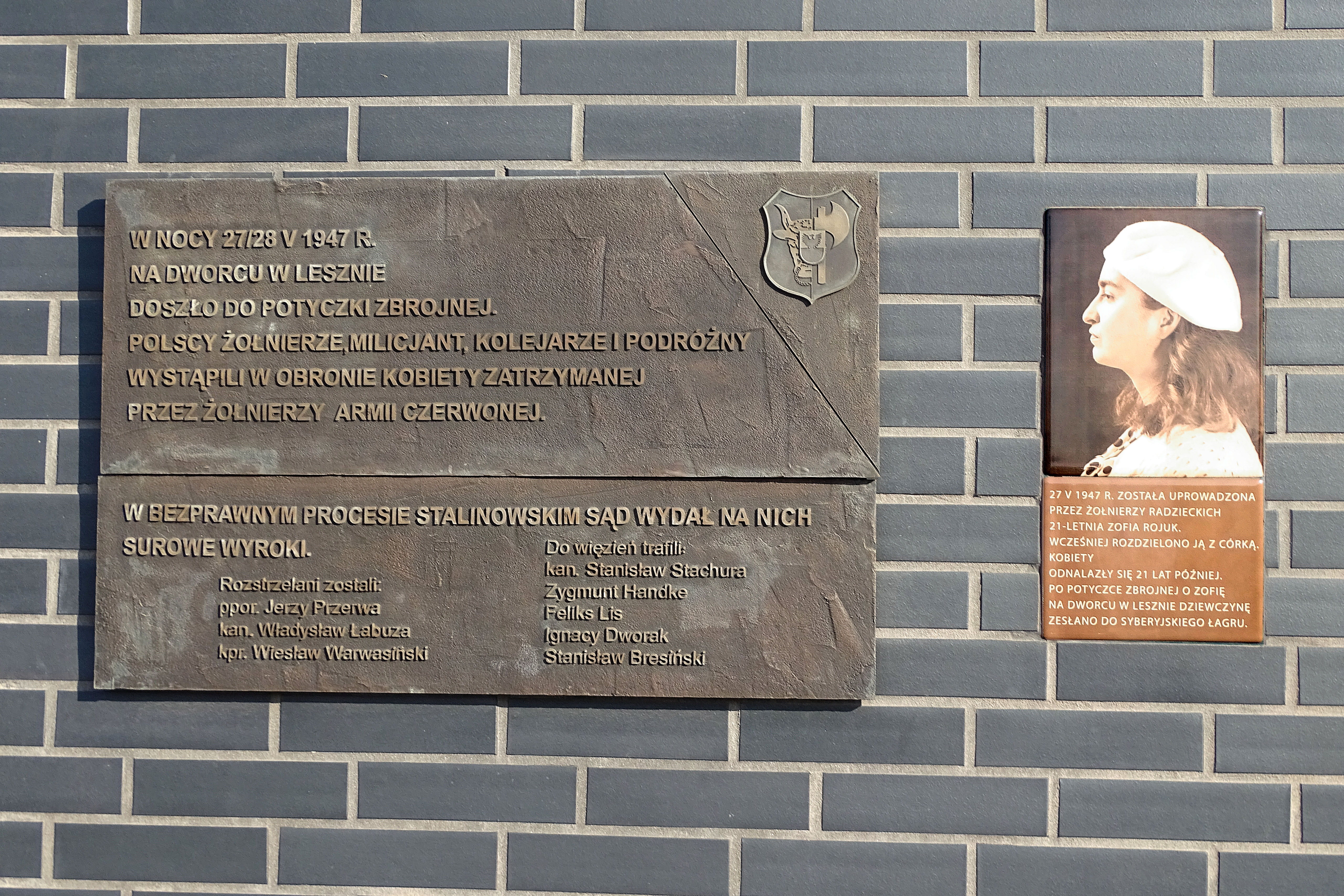
Tablice na ścianie dworca PKP w Lesznie, upamiętniające Zofię Rojuk i polskie ofiary potyczki z żołnierzami radzieckimi na dworcu PKP w Lesznie w 1947 r.

Potyczka żołnierzy polskich i radzieckich w Lesznie w 1947 – starcie zbrojne pomiędzy oddziałem Ludowego Wojska Polskiego i żołnierzami Armii Radzieckiej, do którego doszło na dworcu kolejowym w Lesznie w nocy z 27 na 28 maja 1947. Przyczyną potyczki była próba uwolnienia kobiety, rzekomo porwanej przez żołnierzy radzieckich. W starciu zginęło trzech żołnierzy radzieckich. W wyniku rozprawy sądowej, przeprowadzonej z pogwałceniem zasad uczciwego procesu, trzech polskich żołnierzy, którzy wzięli udział w starciu, rozstrzelano, a sześć innych osób skazano na kary więzienia.
17 września 2014, po prawej stronie od głównego wejścia na dworcu PKP w Lesznie, zamontowana została tablica upamiętniająca pięciu Polaków skazanych przez stalinowski sąd za udział w potyczce z żołnierzami Armii Czerwonej w 1947 roku. Stanęli oni w obronie uprowadzonej przez Sowietów kobiety.

## Przebieg wydarzeń

### Informacja o porwaniu
Po zakończeniu II wojny światowej na terytorium Polski, przede wszystkim na terenie województw zachodnich, pozostawało nadal dużo oddziałów radzieckich, które stacjonowały tam aż do 1993. Żołnierze ci swobodnie przemieszczali się pomiędzy różnymi garnizonami, korzystając zarówno z własnych, jak i polskich środków transportu. Chociaż przebywali oni na terytorium państwa polskiego, praktycznie nie podlegali polskim władzom ani jurysdykcji polskich sądów, nawet w przypadku jawnego popełnienia przestępstwa.
27 maja 1947 krawiec Feliks Lis jechał pociągiem z Poznania do Lipna Nowego na trasie kolejowej Poznań – Leszno. W przedziale razem z nim podróżowało kilku żołnierzy radzieckich oraz kobieta, Zofia Rojuk. Kobieta ta szeptem zwróciła się do Feliksa Lisa o pomoc. Powiedziała mu, że została wysiedlona z Baranowicz i że wraz z dzieckiem została sprzedana przez męża Rosjanom za butelkę wódki. Rosjanie dziecko zostawili na stacji, a ją wiozą do swojej jednostki.
Feliks Lis opowiedział o tym obsłudze pociągu i dyżurnemu ruchu na stacji Poznań Dębiec. Konduktorzy, a później funkcjonariusze Straży Ochrony Kolei w Kościanie, próbowali przekonać Rosjan do uwolnienia kobiety. Ich starania nie odniosły jednak skutku. W tej sytuacji kolejarze telefonicznie zawiadomili stację w Lesznie, na którą pociąg wjechał około godz. 0:30 28 maja.
W Lesznie próbę interwencji podjął najpierw pełniący tej nocy dyżur milicjant – kapral Zygmunt Handke. Żołnierze radzieccy wycelowali jednak w niego broń, a jeden z oficerów zagroził: Uchodzi Poliaki, bo was pozastrzelam, jobane w rot. W obliczu tych gróźb Handke o sytuacji zawiadomił oddział alarmowy leszczyńskiego garnizonu Wojska Polskiego.

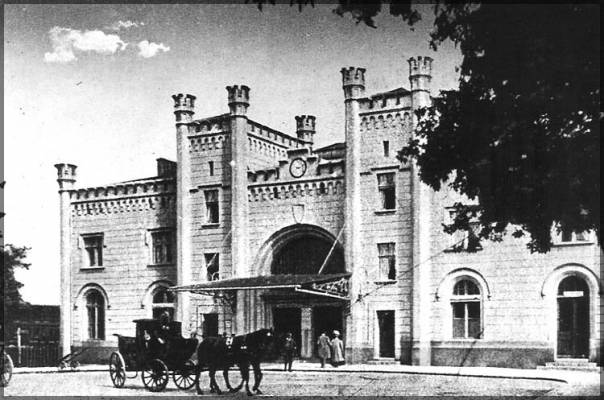
Ówczesny budynek dworca PKP w Lesznie

### Interwencja polskiego plutonu
Wkrótce potem na dworcu w Lesznie pojawili się wezwani żołnierze w sile jednego plutonu (16 żołnierzy) pod dowództwem podporucznika Jerzego Przerwy. Podporucznik Przerwa, mimo młodego wieku (22 lata), miał już doświadczenie bojowe, brał udział w zdobywaniu Berlina, a za udział w wojnie otrzymał sześć odznaczeń. W drodze na dworzec wydał on swoim żołnierzom szczegółowe rozkazy, jak się zachować w razie starcia, a przed wejściem do hali rozkazał zarepetować broń (wprowadzić nabój do komory nabojowej). Na dworcu najpierw nakazał usunąć cywili z budynku, obsadził halę swoimi żołnierzami, a następnie udał się do wartowni Straży Ochrony Kolei na rozmowę z dowódcą jadących pociągiem Rosjan, kapitanem Sokołowem. Swoim ludziom rozkazał, aby podczas jego nieobecności nikogo nie wypuszczali z dworca.

### Strzelanina na dworcu
Od tego momentu relacje świadków oraz polskich i radzieckich uczestników wydarzeń są rozbieżne. Żołnierze radzieccy twierdzili, że to Polacy otworzyli ogień, że zostali ostrzelani podczas snu i że sami w ogóle nie odpowiedzieli ogniem. Wersja ta została później oficjalnie przyjęta w śledztwie, chociaż przeczyły jej zeznania świadków oraz wyniki oględzin hali dworca zaraz po incydencie (pominięte później w śledztwie). Bezpośrednio po strzelaninie wykonano szkic sytuacyjny, na którym zaznaczono też ślady po kulach – świadczą one o tym, że na dworcu nie strzelali żołnierze tylko jednej strony, lecz doszło do wymiany strzałów. Na miejscu starcia znaleziono też 48 kul wystrzelonych z broni automatycznej, której polscy żołnierze nie użyli. Również świadkowie słyszeli strzały z pepesz, używanych przez Rosjan, a jeden ze świadków widział, jak radziecki dowódca, kapitan Sokołow, po starciu wymieniał na pełny magazynek w pepeszy zabitego radzieckiego szeregowca Michajłowa w celu zatajenia faktu, że żołnierze radzieccy użyli broni.
Prawdopodobny przebieg wydarzeń był następujący: podczas nieobecności obu dowódców kilku Rosjan próbowało wyjść z dworca. Kiedy polscy żołnierze zagrodzili im drogę, doszło do sprzeczki, a następnie do strzelaniny. Według zeznań świadków (które również zostały pominięte w procesie) pierwsi użyli broni żołnierze radzieccy; dzięki dobremu przygotowaniu do akcji polskich żołnierzy starcie zakończyło się jednak ich zwycięstwem. W starciu na miejscu zginął szeregowy Michajłow; major Kudriawcеw i kapitan Nikołaj Wachnij odnieśli ciężkie rany i zmarli wkrótce potem w szpitalu; pięciu innych żołnierzy radzieckich (m.in. porucznik Zażygin oraz strzelcy Izmogienow i Wieńcz) odnieśli lżejsze rany. Z żołnierzy polskich prawdopodobnie żaden nie zginął, ani nie odniósł ran.

## Proces
7 czerwca 1947 w koszarach 86 Pułku Artylerii Przeciwlotniczej w Lesznie odbył się proces polskich żołnierzy uczestniczących w potyczce. Przewodniczącym składu wojskowego sądu doraźnego był podpułkownik Franciszek Szeliński, kierujący Wojskowym Sądem Okręgowym w Poznaniu, a oskarżycielem major Maksymilian Lityński (obaj często uczestniczyli w procesach politycznych w okresie stalinowskim, w których doprowadzili do wydania wielu wyroków śmierci; w 1969 Lityński wyemigrował do Szwecji).
Z 16 żołnierzy plutonu przed sądem postawiono tylko czterech: dowódcę, ppor. Jerzego Przerwę, oraz kanoniera Władysława Łabuzę, kaprala Wiesława Warwasińskiego i kanoniera Stanisława Stachurę. Rozprawa odbyła się z pogwałceniem zasad uczciwego procesu. Nie przesłuchano Zofii Rojuk; nie uwzględniono zeznań świadków mówiących, że to Rosjanie pierwsi otworzyli ogień; zignorowano też ekspertyzę rusznikarską, stwierdzającą, że dwóch z oskarżonych (Warwasiński i Stachura) w ogóle nie użyło broni. Przyjęto, że wszyscy dopuścili się „gwałtownego zamachu na żołnierzy radzieckich”, którzy jakoby mieli w ogóle się nie bronić.
W procesie zapadły następujące wyroki:
- dowódcę podporucznika Jerzego Przerwę oraz trzech żołnierzy z jego plutonu: kanoniera Władysława Łabuzę, kaprala Wiesława Warwasińskiego i kanoniera Stanisława Stachurę skazano na karę śmierci przez rozstrzelanie.
- kanonier Tadeusz Nowicki z oddziału wojska i milicjant Zygmunt Handke otrzymali wyroki 10 lat więzienia.
- Feliksa Lisa, który powiadomił kolejarzy i pośrednio doprowadził do strzelaniny, skazano na 12 lat więzienia.
- w odrębnym procesie na kary więzienia skazano również interweniujących funkcjonariuszy Straży Ochrony Kolei: Ignacego Dworaka i Stanisława Bresińskiego.

Wyroki uprawomocniły się po czterech dniach (11 czerwca). Skazani wystosowali prośby o ułaskawienie do prezydenta RP Bolesława Bieruta; ten 14 czerwca skorzystał z prawa łaski jedynie w stosunku do Stanisława Stachury (zamieniając mu karę śmierci na 15 lat więzienia) i Tadeusza Nowickiego (zwalniając go z odbycia kary). Podporucznik Jerzy Przerwa, kanonier Władysław Łabuza i kapral Wiesław Warwasiński zostali rozstrzelani następnego dnia – 15 czerwca 1947.

## Kim była Zofia Rojuk?
Do dzisiaj nie ma pewności, co do historii Zofii Rojuk, będącej przyczyną potyczki. W zachowanych aktach sprawy nie ma informacji, czy rzeczywiście została sprzedana przez męża radzieckim żołnierzom i czy po incydencie została uwolniona. Kobiety nie przesłuchano podczas śledztwa, być może z obawy, że swoimi zeznaniami mogłaby zmienić ocenę wydarzeń na dworcu. Śledczy przeprowadzili jedynie jej konfrontację z Feliksem Lisem, podczas której potwierdziła, że prosiła go o pomoc.
W innych dokumentach związanych ze sprawą jej nazwisko pojawia się jedynie w protokole Komitetu Wojewódzkiego Polskiej Partii Robotniczej z 4 czerwca 1947, w którym, opisując incydent, stwierdzono, że „oficer radziecki przewoził obywatelkę rosyjską zaaresztowaną wagonem z Koszalina do Legnicy”. Według tegoż źródła Zofia Rojuk miała być zaaresztowana przez Milicję Obywatelską za współpracę z Niemcami. Badający sprawę dziennikarz Krzysztof M. Kaźmierczak powątpiewa w prawdziwość tego stwierdzenia, wskazując na to, że w tym samym protokole niezgodnie z prawdą napisano również, że podczas potyczki żołnierze radzieccy nie oddali ani jednego strzału.
Na wszystkich zaanektowanych przez ZSRR ziemiach automatycznie na mocy radzieckiego prawa władze radzieckie uznawały wszystkich jej mieszkańców formalnie za obywateli ZSRR (nawet jeśli przed zaanektowaniem nimi nie byli). Zofia Rojuk urodzona była na terenie dzisiejszej Ukrainy, a zatem traktowano ją, jako obywatelkę radziecką, nie polską, pomimo że większość życia spędziła właśnie w Polsce.
Wiele lat po tych wydarzeniach córka Zofii, Wanda, jako już dorosła kobieta otrzymała list z Ukrainy, od swojej zaginionej matki. Zofia tłumaczyła w nim, co się z nią stało. Według tych relacji: po wydarzeniach w Lesznie została wywieziona w głąb ZSRR, skąd nie wolno jej było ani powrócić do Polski, ani nawet pisać i wysyłać żadnych wiadomości. Dopiero z czasem, po odbyciu kary udało jej się przenieść na tereny Ukrainy, gdzie pracowała jako nauczycielka. Nadal obowiązywał ją zakaz opuszczania Związku Radzieckiego, toteż zwracała się z prośbą do córki o jej przyjazd i możliwość spotkania.

## Potyczka w Lesznie w historiografii
Chociaż rozprawa, na której 7 czerwca byli sądzeni polscy żołnierze, miała, jak to oficjalnie napisano w aktach, charakter „pokazowy”, sprawa potyczki na dworcu w Lesznie nie stała się szerzej znana. Po transformacji ustrojowej w 1989 rozstrzelani żołnierze nie zostali zrehabilitowani; nawet w samym Lesznie incydent pozostawał nadal nieznany, a lokalne władze nie upamiętniły jego ofiar. Dopiero w 2004 potyczka została nagłośniona na łamach „Gazety Poznańskiej” przez dziennikarza Krzysztofa M. Kaźmierczaka, który później opisał ją również w miesięczniku „Policja 997”. Sprawą zainteresowali się też historycy Instytutu Pamięci Narodowej – Waldemar Handke i Rafał Kościański, którzy w 2004 i 2005 opublikowali na ten temat artykuły w periodyku „Grot – Zeszyty Historyczne”, wydawanym przez leszczyński Instytut im. Stefana „Grota” Roweckiego. W 2009 potyczka w Lesznie została ponownie opisana przez Krzysztofa M. Kaźmierczaka w książce Ściśle tajne – nieznane fakty z historii Wielkopolski 1945–1989.